# حيد جاكل

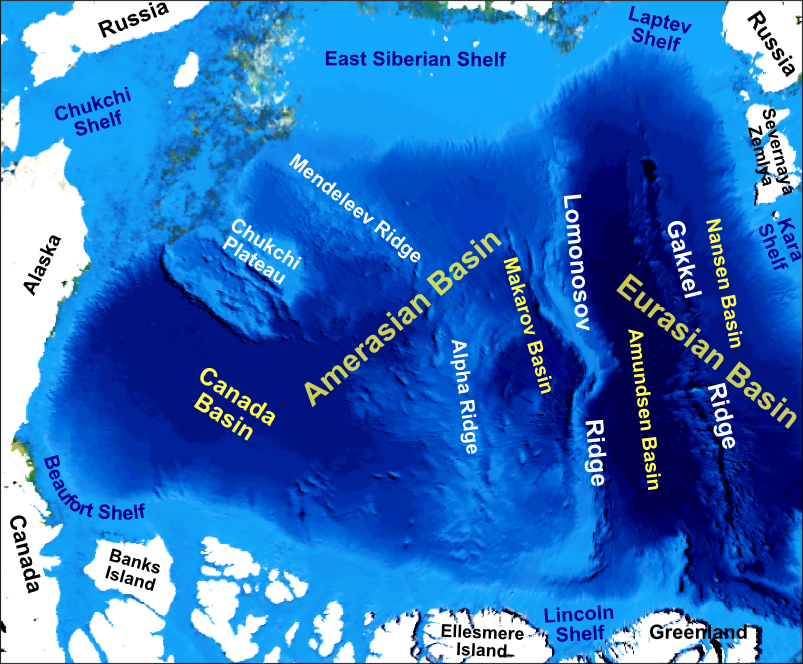
السمات الباثومترية (قياس الأعماق)/الطبوغرافية الرئيسية للمحيط القطبي الشمالي

حيد غاكل (بالإنجليزية: Gakkel Ridge)، (التي كانت تعرف سابقًا باسم «نانسن كوردليرا» و حيد وسط المحيط القطبي الشمالي هو حيد في وسط المحيط، وتباين في حد الصفائح الأوراسية بين صفيحة أمريكا الشمالية، والصفيحة الأوراسية. تقع هذه الحافة في المحيط القطبي الشمالي بين غرينلاند، وسيبيريا، ويبلغ طولها 1,800 كيلو متر تقريبًا. يربط هذا الحيد جيولوجيًا الطرف الشمالي لحيد منتصف الأطلسي، بخسف بحر لابتيف.

## سبب التسمية
بعد أن تكهن المستكشف السوفيتي القطبي «ياكوف ياكوفليفش جاكل [الإنجليزية]، بوجود «حيد جاكل»، وموقعها التقريبي، وتم تأكيد ذلك في بعثات الاتحاد السوفيتي، في القطب الشمالي في 1950 تقريبًا، تم تسمية الحافة باسمه.
ثم قام إسكوفن [الإنجليزية]، باعتماد الاسم بعد ذلك، في شهر أبريل من عام 1987 (تحت اسم هذه الهيئة القديمة، واللجنة الفرعية المعنية بالأسماء الجغرافية، وتسميات ميزات قاع المحيط).

## خصائص الحافة
يعتبر الحيد أبطأ الحيود انتشارًا على وجه الأرض، بمعدل أقل من واحد سم كل عام. حتى عام 1999، كان يُعتقد أن الحيد غير بركاني، وفي هذا العام تحديدًا، اكتشف علماء كانوا يعملون في غواصة نووية وجود براكين نشطة على طول الحافة. وفي 2001، صعدت اثنتين من سفن الأبحاث الكاسحة للثلج، وهما السفينة الألمانية بولارستن (RV Polarstern) والأمريكية هيلي (USCGC Healy)، وعلى متنهما مجموعات متعددة من العلماء، «حيد جاكل»، لاستكشافها وجمع العينات البترولوجية (خصائص الصخور). ومن بين الاستكشافات الأخرى، عثرت هذه البعثة على أدلة لمنافس مائية حرارية في 2007، كما أجرى معهد وودز هول لدراسة المحيطات (Woods Hole Oceanographic Institution) «بعثة منافس جاكل القطبية الشمالية [الإنجليزية] (AGAVE)، والتي قامت باستكشافات غير متوقعة، بما فيها الرواسب البركانية الحمم البركانية المجزأة غير الموحدة التي تغطي وادي الحافة المحوري (والذي تبلغ مساحته أكثر من 10 كيلو مترات2). يشير ذلك إلى أن تركيز المواد المتطايرة هناك أكثر بعشر مرات من تركيز الحمم البركانية الموجودة في حواف منتصف المحيط. كما اكتشفت بعثة منافس حيد جاكل القطبية الشمالية (AGAVE) على «حيد جاكل، باستخدام «السباحة الحرة» روبوتية غاطسة، ما وصفوه بمصطلح «الحصائر الغريبة» التي تحتوي على نصف درزينة أو أكثر من الأنواع الجديدة.

## كتابات أخرى
- Jokat, Wilfried, and Mechita C. Schmidt-Aursch. 2007. "Geophysical Characteristics of the Ultraslow Spreading Gakkel Ridge, Arctic Ocean". Geophysical Journal International. 168, no. 3: 983-998.

## وصلات خارجية
- Polar Discovery: Gakkel Ridge
- http://diotima.mpch-mainz.mpg.de/~geo/Arctic/index.html نسخة محفوظة 3 أغسطس 2003 على موقع واي باك مشين.
- http://www.geolsoc.org.uk/template.cfm?name=Gakkel
- http://www.nature.com/cgi-taf/DynaPage.taf?file=/nature/journal/v421/n6920/abs/nature01351_r.html
- http://www.noaanews.noaa.gov/stories/s1081.htm
- https://web.archive.org/web/20070626060207/news.yahoo.com/s/ap/20070622/ap_on_sc/arctic_new_life